# Dolmen de la Roche-aux-Loups (Missillac)
Der Dolmen de la Roche-aux-Loups (auch Pierre aux Loups – deutsch Stein der Wölfe genannt) liegt im Feld westlich von Bergon und südwestlich von Missillac im Département Loire-Atlantique in Frankreich. Dolmen ist in Frankreich der Oberbegriff für Megalithanlagen aller Art (siehe: Französische Nomenklatur).
Es gibt in Frankreich mehrere Anlagen oder Megalithen mit dem Namensteil „au(x) Loup(s) oder du-Loup“ (z. B. der Dolmen Pierre aux Loups, der Dolmen de la Table du Loup oder der Dolmen de la Roche aux Loups (Buthiers).
Der Dolmen mit der schräg aufliegenden, von drei erhaltenen Tragsteinen gestützten, etwa 4,0 m langen Deckenplatte ist etwa 1,5 Meter hoch und hat die Form eines kornischen Quoits. Im Inneren liegt fast bündig mit dem Bodenniveau ein großer flacher Stein. Drei polierte Steinäxte wurden in der Nähe gefunden.